# سفارة اليابان في أوزبكستان
سفارة اليابان في أوزبكستان هي أرفع تمثيل دبلوماسي لدولة اليابان لدى أوزبكستان. تقع السفارة في وهي تهدف لتعزيز المصالح اليابانية في أوزبكستان.

## وصلات خارجية
- قائمة سفارات اليابان
- قائمة السفارات في أوزبكستان